# Mandera (Somaliland)
Mandera är en by eller stad som ligger i Maroodijeex i Somaliland. Under 1980-talets krig fungerade den som ett fängelse. Den har mellan 1 000 och 5 000 i invånare.